# Antoun Saadé
Pour les articles homonymes, voir Saadé.
Antoun Saadé (1er mars 1904 - 8 juillet 1949 ; en arabe : أنطون سعادة) était un homme politique nationaliste pan-syrien, un journaliste et un philosophe libanais, fondateur du Parti social nationaliste syrien.

## Biographie
Antoun Saadé est un chrétien orthodoxe libanais né en 1904 dans le village de Dhour Choueir au Mont Liban. Il entame ses études au Caire puis à Broummana au Liban. Son père était lui-même un nationaliste syrien, défenseur de la démocratie et un auteur, qui a été décrit comme "un écrivain prolifique et polymathe. Ses œuvres couvrent les domaines de la politique, de la littérature, du journalisme, de l'écriture de romans , et traduction".
À la fin de 1919, Saadeh a immigré aux États-Unis, où il a résidé pendant environ un an avec son oncle à Springer au Nouveau-Mexique ou il travaillé dans une gare locale. En février 1921, il s'installe au Brésil avec son père qui était un éminent journaliste de langue arabe. En 1924, Saadé fonde une société secrète qui vise à l'unification de la Syrie naturelle. Cette société fut dissoute l'année suivante. La Syrie naturelle, selon Saadé, comprenait le Levant , la Palestine, la Transjordanie, le Liban, la Syrie, l'Irak et certaines parties du sud de la Turquie. Sa conception de la Syrie incluait tous les groupes religieux, ethniques et linguistiques vivant dans cette région. Il émigre au Brésil où il rejoint ses parents et commence à s'intéresser au nationalisme syrien. Il participe au magazine littéraire Al Majalla, un journal fondé par son père Khalil Saadé, un influent syrien (de la Grande Syrie). Il apprend à parler le portugais, l'anglais, l'espagnol, l'allemand, le français et le russe.
Il fonde en 1924 son premier mouvement politique, un mouvement qui a pour objectif la libération de la Syrie de l'occupation française.
En 1930, il travaille à Damas pour le journal al Ayam.
En 1932, il fait son retour au Liban et commence à enseigner à l'Université américaine de Beyrouth.
Il recrute cinq étudiants avec qui il fonde, le 16 novembre 1932, le Parti social nationaliste syrien. Le nouveau parti défend une réforme radicale de la société conforme à la laïcité, une idéologie inspirée du fascisme italien, le « pansyrianisme », dont l'objectif est la création d'une Grande Syrie, regroupant la Syrie actuelle, le Liban, la Jordanie, certaines parties de la Turquie et le territoire d’Israël et de Palestine. Le parti est logiquement hostile à la présence française au Levant. Mais il s'agit d'une organisation clandestine qui se cache sous le couvert d'une compagnie syrienne de commerce.
Le PSNS remporte beaucoup de succès, ce qui inquiète les autorités françaises. Le 16 novembre 1935, Antoun Saadé est arrêté et condamné à six mois de prison pour activité subversive. En prison, il écrit un livre, La Genèse des nations (Nouchoû al oumam).
Il retrouve sa liberté en 1936 et est à nouveau arrêté en 1937, mais son parti devient légal. En prison, il écrira cette fois La Genèse de la nation syrienne (Nouchoû al oumma al souriya) qui sera confisqué.
On ne sait toujours pas si le « livre » a été brûlé ou bien s'il est toujours accessible (référence nécessaire).
Les hommes d'Antoun Saadé combattent violemment les chefs de la milice de Pierre Gemayel à Bikfaya, Saadé déclare alors :
« Si l'on veut absolument que le Liban constitue une entité, il faut au moins que cette entité soit commune à tous les Libanais et qu'elle ne soit pas accaparée par une secte dominante qui réduit le Liban à elle-même. Nous exigeons la fin des privilèges d'une seule secte confessionnelle et nous dénonçons l'arrogance du parti fasciste qui s'est proclamé son représentant. »
À la suite de ces violences contre les Kataëb, Saadé est de nouveau pourchassé ; en 1938, il se rend en Amérique latine.
Les autorités françaises interdisent le parti en 1939.
Pendant la Seconde Guerre mondiale, des soulèvements ont lieu au Liban et en Syrie contre les Français, Saadé est cette fois-ci condamné à vingt ans de prison par contumace.
Après le départ des Français en 1946, il rentre au Liban, mais il est forcé de prendre le maquis après le mandat d'arrêt lancé contre lui par la justice libanaise. En 1947, le PSNS est de nouveau autorisé, le parti dénonce le plan de partage de la Palestine et la dégradation des liens entre la Syrie et le Liban.
Saadé profite des élections législatives pour lancer un appel pour mettre fin au confessionnalisme du Liban, et pour l'instauration d'un État laïc dans le pays.
La popularité de Saadé est alors à son point culminant. Le gouvernement libanais mené par Riyad es-Solh et les phalangistes décident de s'allier pour détruire le mouvement.
Il est alors persuadé que les phalangistes veulent le tuer, il décide donc de monter une insurrection contre le gouvernement, mais cette tentative d'insurrection se retourne contre lui. Plus de 3 000 militants du PSNS sont arrêtés et il est forcé de se réfugier à Damas. Il est tout d'abord bien accueilli par le colonel Zaim, mais le gouvernement syrien livre Saadé au gouvernement libanais. Il n'a pas été jugé à juste titre puisque le verdict de sa mise à mort n'est tombé que 48 heures après son arrestation. L'accusation : complot contre la sécurité de l'État. La sentence est exécutée le 8 juillet 1949 par un peloton d'exécution.
Ses derniers mots ont été « Je meurs mais mon parti survivra ».
Après son exécution, il est publié en 1949 en arabe un ouvrage qui constitue une exposition synthétique de sa pensée : le titre anglais en est The ten lectures (Beirut) 1948), traduit et préfacé par Adel Beshara (Saadeh Cultural Foundation, 2021, Beyrouth). Plus récemment, en 2019, un ouvrage, inspiré par les mémoires de Juliette Antoun Saadé (son épouse), est précieux d'enseignements pour la compréhension de sa vie et de son œuvre. Enfin, un essai lui a été consacré, par Edmond Melhem, sous le titre : Antoun Sa'adeh - a man ahead of his time, Dar Fikr, Beyrouth, 2022.

## Idéologie

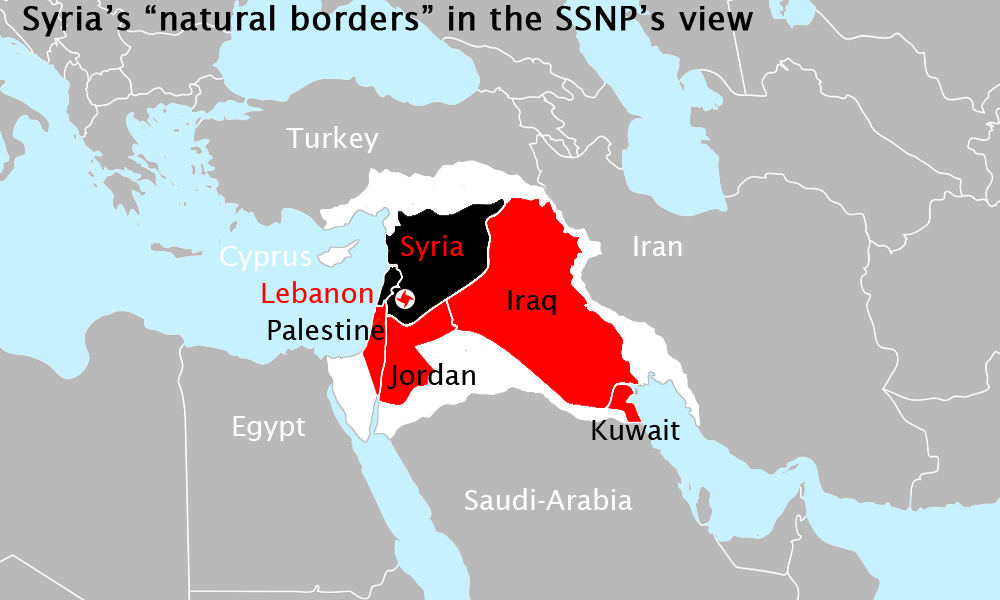
Antoun Saadé et la vision du PNS d'une grande Syrie

Saadé était assez hostile au nationalisme arabe, car pour lui une nation ne se base pas sur une langue, une religion ou sur une ethnie. Au contraire, il explique que la nation a vocation à accueillir plusieurs ethnies, car pour lui ce qui fait l'identité de l'homme, c'est l'endroit géographique dans lequel il vit. Il s'en explique dans son livre  La genèse des nations :
Il reprend la citation d'Ernest Renan dans son Histoire du peuple d'Israël publié en 1887 dans laquelle il explique : « Une nation résulte du mariage d'un groupe d'hommes et d'une terre. »
Il explique encore que :
« La nation résulte non de l'origine ethnique commune, mais du processus unificateur du milieu social et physique ambiant. L'identité des Arabes ne provient pas du fait qu'ils descendraient d'un ancêtre commun, mais qu'ils ont été façonnés par le milieu géographique : le désert de l'Arabie, l'Assyrie pour la Syrie, le Maghreb... »
Il a d'abord négligé l'arabité de la Syrie avant d'admettre que la Syrie est bien un pays arabe.
Il explique :
« Lorsque nous parlons du monde arabe, nous entendons le monde qui parle la langue arabe et dont nous sommes. »
Une thèse a été consacrée à l'œuvre d'Antoun Saadé : Wissam Samia, Le Leadership institutionnel - vers un leadership institutionnel dans l'organisation, fondé sur la doctrine intellectuelle d'Antoun Saadeh, Thèse de doctorat en Sciences économiques, sous la direction de Nikolay Nenovsky, Amiens, 2021 (un article en langue anglaise en est issu).

### Philosophie
« Al-Madrahiyyah consiste à appeler les nations à abandonner la doctrine qui considère l'Esprit comme le seul moteur du progrès humain, ou la Matière comme la base fondamentale du développement humain, d'abandonner une fois pour toutes l’idée selon laquelle le monde se trouve nécessairement dans un état de guerre dans lequel les forces spirituelles luttent continuellement contre les forces matérielles, et enfin admettre avec nous que la base du développement humain est spirituelle-matérialiste et que l'humanité supérieure reconnaît cette base et construit sur elle l'édifice de l'avenir. Le monde, qui a pris conscience, surtout après la dernière guerre mondiale [la Seconde Guerre mondiale], à quel point les philosophies et les idéologies partielles du capitalisme, du marxisme, du fascisme et du national-socialisme ont été destructrices, a aujourd'hui besoin d'une nouvelle philosophie sociale qui peut le sauver de l’arbitraire et de l’erreur de ces idéologies.
— Saadé, Commentaires sur l'idéologie , p. 132. »

Saadé avait une conception holistique de la science, car « la connaissance tourne autour de l'interaction du soi avec les conditions physiques environnantes » et était contre le réductionnisme épistémologique , estimant que « le soi joue un rôle actif dans la création des conditions qui transforment les choses en objets de connaissance. En tant que moi social, ce soi est le produit de plusieurs dynamiques – l'esprit, l'intuition, le pratique et l'existentiel. Il ne dépend pas d'un facteur et exclut les autres. Toute sa pensée était une réfutation de la « doctrine individualiste, que ce soit dans ses orientations sociologiques ou méthodologiques ». Pour lui, l'homme était une totalité en soi autant qu'en relation avec son entourage immédiat, un être social mais doté de sa propre dignité, ce qui le rapproche du personnalisme de quelqu'un comme Nikolaï Berdiaev. Dans sa vision, le rôle principal de la société était de façonner l'être individuel en tant que relation à travers la notion khaldunienne d' assabiya (solidarité), qui, à travers certaines caractéristiques communes (géographie, langue, culture, ...) fait ressortir le meilleur de l'être humain. lui, mais sans opprimer ses libertés ni négliger ni l'aspect spirituel ni l'aspect matériel, comme il en a été témoin dans les idéologies contemporaines comme le communisme, le fascisme ou le nazisme. Ainsi, « le concept d'homme-société est l'axe de la théorie de l'existence humaine de Sa'adeh. Ce que l'on entend par ce concept est que l'existence au niveau humain et l'existence au niveau social ne sont pas des phénomènes indépendants ; phénomène, deux aspects d’une même essence sociale. »

### Nationalisme
Il avait une vision régionaliste du nationalisme car il accordait une très grande importance à la géographie : même s'il n'était pas un déterministe environnemental extrême , il pensait que la relation d'un homme avec son milieu implique une manière particulière d'agir en raison des différences climatiques, faunistiques ou floristiques. ; les hommes géreront leurs ressources différemment selon qu'ils soient en montagne ou dans le désert, ce qui aura aussi des conséquences sur leurs interactions avec les groupes étrangers (sur le contrôle des mêmes ressources, etc.). Ainsi la notion de patrie lui était chère. Concernant le racisme – qui était associé au nationalisme dans de nombreuses idéologies européennes – « il a soutenu que, contrairement à la croyance commune, la race est un concept purement physique qui n'a rien à voir avec les différences psychologiques ou sociales entre les communautés humaines. caractéristiques - couleur, taille et apparence - et sont par conséquent divisés en races. Le nationalisme, cependant, ne peut pas être fondé sur cette réalité. Chaque nation comprend divers groupes raciaux, et aucun n'est le produit d'une race ou d'une tribu spécifique. »

### Le cycle socio-économique
Contrairement à Zaki al-Arsuzi et à d'autres nationalistes arabes influencés par la vision de la race et de la langue des penseurs européens – notamment Fichte -, Saadeh a ainsi développé sa vision, plus inclusive et synthétique. Il s'agit d'une « théorie dynamique du nationalisme pour l'ensemble de la société, basée sur l'union dans la vie et le cycle socio-économique (...) non déterministe. La terre et les gens sont deux ingrédients importants de la nation. Pourtant, ils ne sont pas la nation elle-même. (...) est une théorie civilisatrice car elle reconnaît la nécessité et l'inévitabilité de l'interaction entre les nations (...) le processus d'interaction comporte deux pôles : le premier, les possibilités économiques de l'environnement, et le second, la capacité de la société à bénéficier de de telles possibilités (...) l'interaction se produit à deux niveaux : horizontalement, qui détermine l'étendue et le caractère de l'interaction régionale ; et verticalement, entre l'homme et la terre, à partir de laquelle une interaction horizontale peut ou non se produire (...) contrairement au marxisme qui réduisait la question économique à une question de classe et considérait la question nationale comme synonyme de bourgeoisie, la notion de cycle socio-économique est une conception sociétale (...) l'esprit est un facteur primordial du progrès humain. Il s’agit d’une force libératrice et d’une entité complexe qui ne doit pas être considérée sous un seul angle. Pour Sa'adeh, l'esprit représente la libération de l'énergie humaine et son incorporation dans le processus d'interaction socio-économique. »